# Territoire dénucléarisé
Ne doit pas être confondu avec Zone exempte d'armes nucléaires.
 (juillet 2009).
Si vous disposez d'ouvrages ou d'articles de référence ou si vous connaissez des sites web de qualité traitant du thème abordé ici, merci de compléter l'article en donnant les références utiles à sa vérifiabilité et en les liant à la section « Notes et références ».
Un territoire dénucléarisé ou zone dénucléarisée est un territoire dans lequel les armes nucléaires et les installations de l'industrie électronucléaire (centrales, usines, laboratoires, centre de stockage de déchets…) sont interdites. Il ne faut pas les confondre avec les zones exemptes d'armes nucléaires uniquement.
Certaines subdivisions nationales se sont auto-proclamées dénucléarisées, mais cela est le plutôt symbolique, les décisions concernant le nucléaire étant généralement prises au niveau national.

## Liste de territoires dénucléarisés
Dans plusieurs régions du monde, les autorités ont déclaré leur territoire dénucléarisé.

### Autriche
L'Autriche est de facto un territoire dénucléarisé. En 1978, alors que la première centrale nucléaire du pays devait être inaugurée à Zwentendorf, un référendum voit le peuple autrichien rejeter par une courte majorité sa mise en service. La centrale n'a donc jamais été utilisée. Le parlement autrichien vote quelques mois plus tard une loi de non-utilisation de l'énergie nucléaire (Atomsperrgesetz). En 1999, l'interdiction de l'énergie nucléaire est inscrite dans la Constitution autrichienne.
Ironiquement, le siège de l'Agence internationale de l'énergie atomique se trouve en Autriche.

### Italie
L'Italie a mis fin à son premier programme nucléaire civil par référendum en 1987, à la suite de la catastrophe de Tchernobyl. La tentative de Silvio Berlusconi de relancer un programme nucléaire a elle aussi échoué à cause d'un référendum en 2011, peu après l'accident de Fukushima. Depuis 2022, la possibilité d'une reprise du nucléaire civil est de retour dans le débat public, notamment en rapport avec les objectifs de neutralité carbone du gouvernement. En 2025, l'Italie rejoint l'Alliance européenne du nucléaire, groupe de pays qui promeuvent l'utilisation de l'énergie nucléaire dans l'UE,.

### Palaos
Les îles Palaos étaient un territoire sous tutelle américaine depuis la Seconde Guerre mondiale. Lors de leur accès à l'indépendance en 1987, l'inclusion dans la Constitution de l'interdiction des substances et armes nucléaires sur le territoire des Palaos entraîna des complications dans leur relation avec les États-Unis, avec lesquels les Palaos sont liées par le Traité de libre association. L'opposition populaire au nucléaire et les tergiversations qui en résultèrent quant à la ratification du traité retarda l'indépendance des Palaos jusqu'en 1993,,.

### Nouvelle-Zélande
La Nouvelle-Zélande qui a adopté une loi contre l'utilisation de l'énergie nucléaire.

### Royaume-Uni
Dans les années 1980, environ 200 collectivités locales du Royaume-Uni (comtés, régions, et villes) se sont déclarées zones dénucléarisées, dont le pays de Galles et Manchester. L'opposition des collectivités locales antinucléaires au gouvernement britannique pro-nucléaire de Margaret Thatcher a été interprétée comme une victoire du mouvement pacifiste britannique.

### États-Unis
À la même époque, de nombreuses villes des États-Unis se sont déclarées zones dénucléarisées. L'une des plus célèbres est Berkeley en Californie, dont les citoyens adoptèrent la loi pour Berkeley sans nucléaire (Nuclear Free Berkeley Act) en 1986, ou Takoma Park dans le Maryland, connue pour ses penchants alternatifs.
À Berkeley, cette opposition antinucléaire est restée ambiguë car l'université de Californie, qui était alors située à Berkeley, poursuivit des programmes de recherche nucléaire avec le laboratoire national de Los Alamos et le laboratoire national Lawrence Livermore qui conçoivent les armes nucléaires américaines.